# Kvisling
Kvisling je pojam nastao po imenu Vidkuna Quislinga, norveškog političara i suradnika s nacistima tijekom Drugog svjetskog rata. Prvenstveno označava suradnika/suradnike i pomagače njemačkog okupatora u Drugom svjetskom ratu, koji su pod nadzorom Hitlerove Njemačke upravljali raznim marionetskim državama u Europi. Nakon Drugog svjetskog rata rabio se kao generički naziv za suradnike stranih zavojevača i izdajnike općenito.